# Onschuldige doorvaart
De onschuldige doorvaart is een principe uit het maritiem recht waarbij schepen door de territoriale wateren van een andere staat mogen varen als zij zich aan bepaalde beperkingen houden. 
De definitie uit artikel 19 van het VN-zeerechtverdrag over vrije doorvaart luidt: 
De doorvaart is onschuldig zolang zij geen gevaar oplevert voor de vrede, de orde of de veiligheid van de kuststaat. Een zodanige doorvaart moet plaatsvinden overeenkomstig dit verdrag en de andere regels van het internationale recht.
Een verdere specificatie van de beperkingen kan gevonden worden in artikel 19, paragraaf 2.
1. bedreiging met of gebruik van geweld tegen de soevereiniteit, territoriale integriteit of politieke onafhankelijkheid van de kuststaat of enigerlei andere handelwijze die in strijd is met de beginselen van het internationaal recht, vervat in het Handvest der Verenigde Naties
2. oefeningen met wapens van enigerlei aard
3. handelwijzen gericht op het vergaren van informatie ten nadele van de verdediging of de veiligheid van de kuststaat
4. propagandistische handelwijzen gericht op aantasting van de verdediging of de veiligheid van de kuststaat
5. het doen opstijgen, doen landen of het aan boord nemen van luchtvaartuigen
6. het lanceren, doen landen of het aan boord nemen van militair materieel
7. het in- of ontschepen van goederen, valuta of personen in strijd met de wetten en voorschriften van de kuststaat inzake douane, belastingen, immigratie of volksgezondheid
8. opzettelijke en ernstige verontreiniging in strijd met dit verdrag
9. beoefening van de visserij
10. het verrichten van onderzoek of karteringswerkzaamheden
11. handelswijzen gericht op de verstoring van communicatiesystemen of van andere voorzieningen of installaties van de kuststaat
12. andere activiteiten die niet rechtstreeks samenhangen met de doorvaart

Ook onderzeeboten vallen onder de bepalingen mits zij in de territoriale wateren aan de oppervlakte varen en hun vlag tonen (artikel 20). De kuststaat kan wel volgens artikel 21 beperkingen voor de vrije doorvaart inroepen. 